# Nella bolla
Nella bolla (The Bubble) è un film del 2022, scritto, diretto e prodotto da Judd Apatow.

## Trama
Nel bel mezzo della pandemia di COVID-19 un gruppo di attori si reca su un set per girare il sesto film di un franchise di successo a tema dinosauri, prodotto da Netflix.

## Produzione
Nel novembre del 2020 è stato annunciato che Judd Apatow aveva deciso di ambientare il suo prossimo film su Netflix; la trama sarebbe stata incentrata sulla produzione di un film durante la pandemia di COVID-19.
La registrazione del film è cominciata nel febbraio del 2021 e si è conclusa a metà aprile nel 2021, nel Regno Unito.

## Distribuzione
Il 2 marzo 2022 Netflix ha distribuito il teaser di Cliff Beasts 6: The Battle for Everest, presunto film che sarebbe dovuto uscire il 1º aprile 2022; lo stesso giorno dell'uscita del trailer è stato annunciato che si trattava di un finto teaser, che sarà mostrato all'interno del film Nella bolla.